# Tachigali pilgeriana
Tachigali pilgeriana là một loài thực vật có hoa trong họ Đậu. Loài này được (Harms) Oliveira-Filho mô tả khoa học đầu tiên năm 2006.